# Zollhausstraße 28 (Korschenbroich)

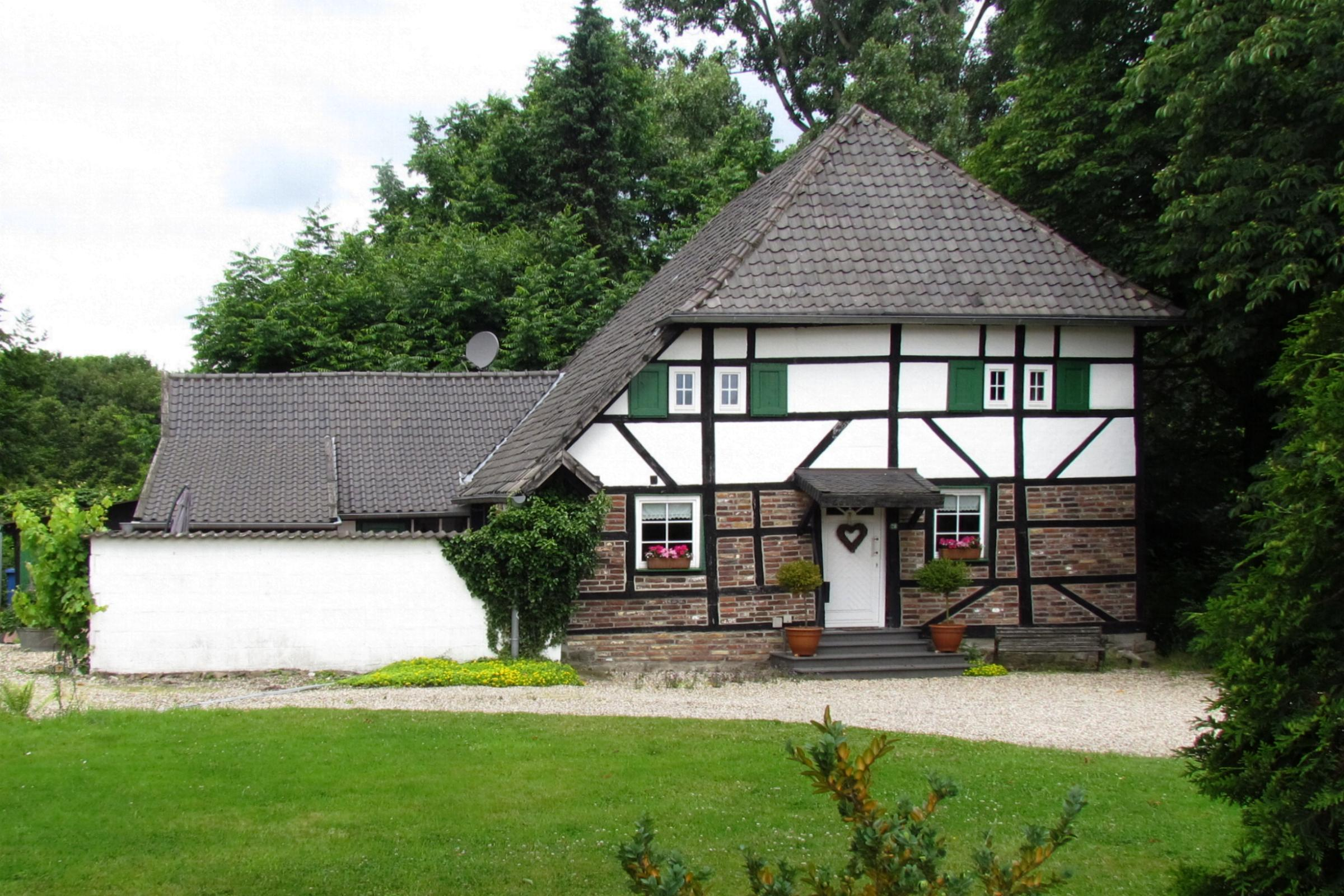
Ehemaliges Zollhaus

Das ehemalige Zollhaus Zollhausstraße 28 steht im Stadtteil Herzbroich in Korschenbroich im Rhein-Kreis Neuss in Nordrhein-Westfalen.
Das Gebäude wurde in der ersten Hälfte des 19. Jahrhunderts erbaut und unter Nr. 033 am 26. August 1985 in die Liste der Baudenkmäler in Korschenbroich eingetragen.

## Architektur
Das Gebäude ist ein zweigeschossiger Fachwerkbau mit hohem Walmdach, das auf einer Längsseite tief herabgezogen ist. Die Tür wurde erneuert, im Dachgeschoss ein verputztes Gefach.